# Condado de Mayans

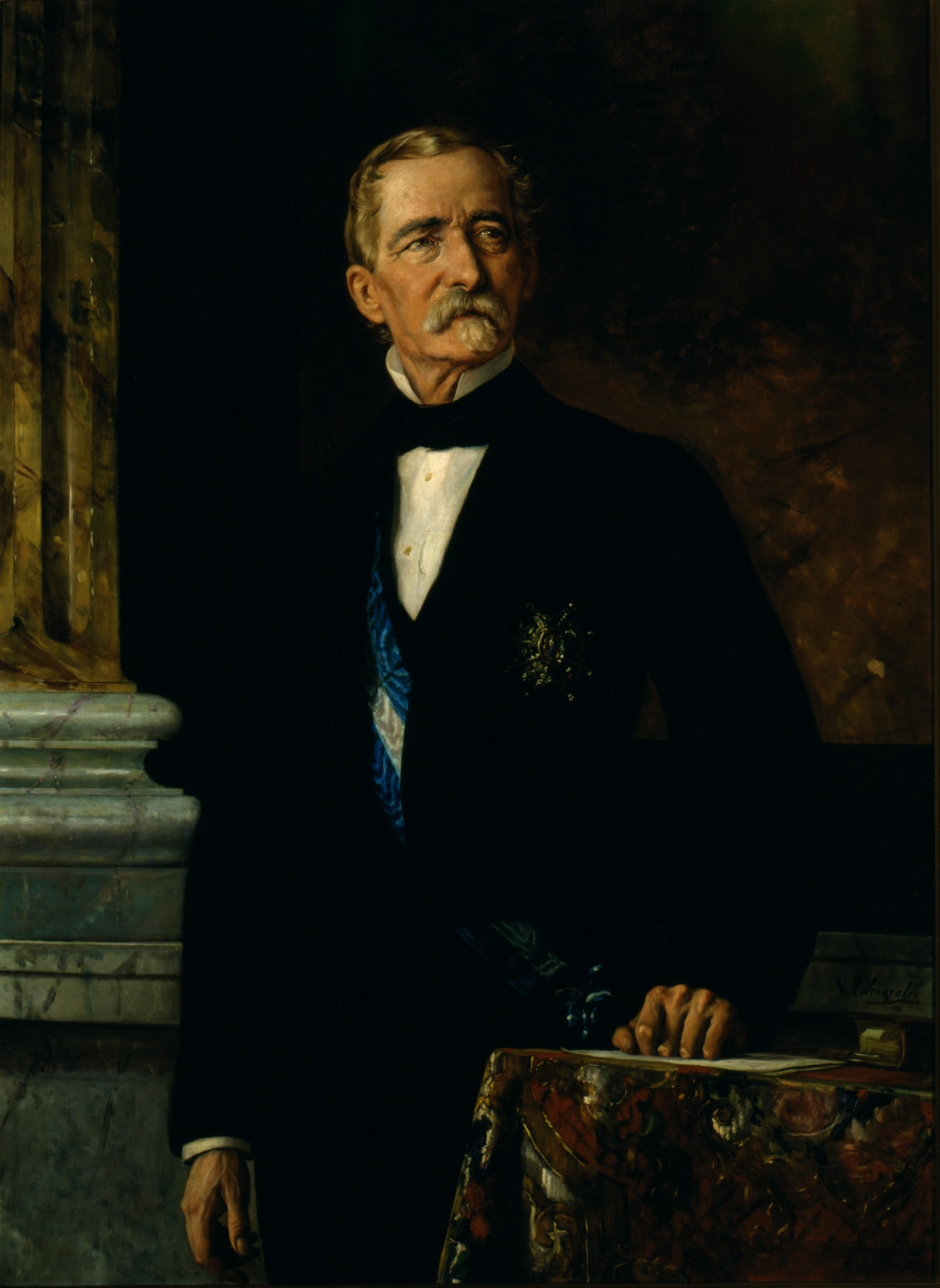
Ministro de Justicia Luis Mayans y Enrríquez de Navarra

El condado de Mayans es un título nobiliario concedido por el Archiduque Carlos de Austria a favor de Luis Mayans y Pascual, noble del Reino de Valencia, Jurado en cabeza y miembro del Brazo militar de las Cortes. Reconocido como título de Castilla en el Tratado de Viena de 1725.
El condado de Mayans fue concedido por los servicios prestados por Luis Mayans y Pascual en la Guerra de Sucesión (bajo las órdenes del General Basset, líder  del bando austracista).
El actual titular del condado lo posee por la aplicación de la Ley 33/2006 de 30 de octubre sobre igualdad del hombre y la mujer en el orden de sucesión de los títulos nobiliarios.

## Armas y origen
Armas: Escudo partido: 1ª, en campo de azur, un brazo de carnación ( en heráldica, color que se da en el escudo a las partes desnudas del cuerpo humano) sosteniendo una rama de olivo; y 2º, en campo de sinople, un caballero armado, jinete en caballo de plata, que pisa una sierpe de lo mismo.
El origen más antiguo del apellido Mayans es de Valencia (aunque también se encuentra en Cataluña y Baleares). Significa; nunca antes, ma-yans, (en valenciano antiguo) y está vinculado a la entrada triunfal del rey Jaime I el Conquistador el 9 de octubre de 1238.
Ilustres miembros de la familia Mayans fueron Gregorio Mayans y Siscar también oriundo de la villa de Oliva, erudito y uno de los mayores exponentes de la Ilustración española y el ministro de Justicia Luis Mayans y Enríquez de Navarra.

## Condes de Mayans
|                                   | Titular                           | Periodo                           |
| Creación por el Archiduque Carlos | Creación por el Archiduque Carlos | Creación por el Archiduque Carlos |
| --------------------------------- | --------------------------------- | --------------------------------- |
| I                                 | Luis Mayans y Pascual             | 1719                              |
| II                                | Luis Mayans y Pastor              | 1740 ¿                            |
| III                               | Gonzalo Sanchiz y Mendaro         | 1983                              |
| IV                                | Borja Sanchiz y del Rosal         | 2002                              |
| V                                 | Juan Gonzalo Lugo y Sanchiz       | 2017                              |

## Historia de los Condes de Mayans
- Luis Mayans y Pascual, natural de la villa de Oliva, noble[5] del Reino de Valencia; Jurado en cabeza de los Caballeros; y miembro del Brazo militar en las Cortes valencianas.

- Luis Mayans y Pastor

Rehabilitación:
En 1929 fue iniciado el expediente por Ana Sanchiz y Mayans, quedando aprobado sin ser sancionado por el advenimiento de la II República el 14 de abril de 1931. Rehabilitado finalmente por su descendiente: 
- Gonzalo Sanchiz y Mendaro, marqués de Montemira

- Francisco de Borja Sanchiz y del Rosal

- Juan Gonzalo Lugo y Sanchiz